# Дыминский, Иван Иосифович
Иван Иосифович Дыминский (18 октября 1915, село Глинск, ныне Калиновского района Винницкой области — 21 ноября 1999, Калиновка Калиновского района Винницкой области) — украинский советский деятель, председатель колхоза «Большевик» Калиновского района Винницкой области. Герой Социалистического Труда (31.12.1965). Депутат Верховного Совета СССР 5-го созыва.

## Биография
Родился 18 октября 1915 года в многодетной крестьянской семье в селе Глинск на Винничине. Образование среднее.
В 1930—1936 годах — ездовой, тракторист колхоза села Глинск Калиновского района Винницкой области.
С 1936 года — в Красной армии.
Член ВКП(б) с 1940 года.
Во время Великой Отечественной войны воевал в составе советского партизанского отряда, который действовал на территории Калиновского района Винницкой области.
В 1944—1946 годах — председатель исполнительного комитета Глинского сельского совета, заведующий отделом исполнительного комитета Калиновского районного совета депутатов трудящихся Винницкой области.
С 1946 до июля 1974 года — председатель колхоза «Большевик» города Калиновки Калиновского района Винницкой области.
Потом — на пенсии. Умер 21 ноября 1999 года.

## Награды
- Герой Социалистического Труда (31.12.1965)
- два ордена Ленина (26.02.1958, 31.12.1965)
- ордена
- медали